# 李郭之亂
李郭之亂又称为李傕郭汜之亂、文和亂武，三國演義稱之為李傕郭汜亂長安，是指发生在东汉末期李傕和郭汜控制東漢首都長安並掠夺漢獻帝的事件。

## 經過
吕布刺杀董卓之后，司徒王允主政。与吕布一同诛杀董卓的李肃被董卓女婿牛辅所败，吕布杀李肃。随即牛辅被部下所杀。
王允不愿赦免董卓余党李傕、郭汜等。李傕听从谋士贾詡（字文和）“奉国家以正天下”之策，与同党郭汜、张济等人结盟反攻长安，在击败吕布杀了王允之后，控制司隶地区和凉州东部，挟持汉献帝，把持朝政四年（192年－196年），短暂地掌握了（东）汉王朝。徐州刺史陶谦认为在中牟的行车骑将军朱儁是有功名臣，率前扬州刺史周乾、琅邪相阴德、东海相刘馗、彭城相汲廉、北海相孔融、沛相袁忠、泰山太守应劭、汝南太守徐璆、前九江太守服虔、博士郑玄等共推朱儁为太师，发檄文号召地方讨伐李傕，尊奉献帝。但李傕用太尉周忠、尚书贾诩之计，以皇命征召朱儁入朝。朱儁认为自己不能拒绝皇命，自己入朝还能找到机会除掉李、郭，于是应召，陶谦等只能作罢。
割据凉州的叛军韩遂、马腾亦率军入京归顺李、郭，李、郭以韩遂为镇西将军还镇凉州，马腾为征西将军屯郿。侍中马宇、谏议大夫种邵、中郎将杜禀、左中郎将刘范合谋，想指使韩遂、马腾袭击长安，他们作为内应诛杀李傕等。刘范的父亲益州牧刘焉也出兵相助。李、郭派中郎将樊稠抵御，是为长平观之战，同时马宇、种邵、杜禀、刘范及刘范弟治书御史刘诞也因计划泄露出奔槐里，胁迫吏民守城，响应马腾。樊稠打败马腾，又与李傕侄李利回攻槐里，破城后杀死马宇等众人，刘焉因此伤心而死。战后樊稠升右将军，李、郭与韩、马言和，但李傕仍因李利诬陷，怀疑樊稠私通韩遂及忌惮樊稠的势力而将其诛杀。
后李傕与郭汜亦反目，自相残杀。二人为掠夺汉献帝在关中一带发动战争，使得关中地区变为废墟。后漢獻帝逃出李傕等人控制，依附杨奉、韩暹、董承、张杨、段煨等，最后依附兖州牧曹操。曹操派谒者仆射裴茂率领关中诸将段煨、梁兴、张横等讨伐李傕、郭汜，夷其三族。